# Laylat al-Qadr

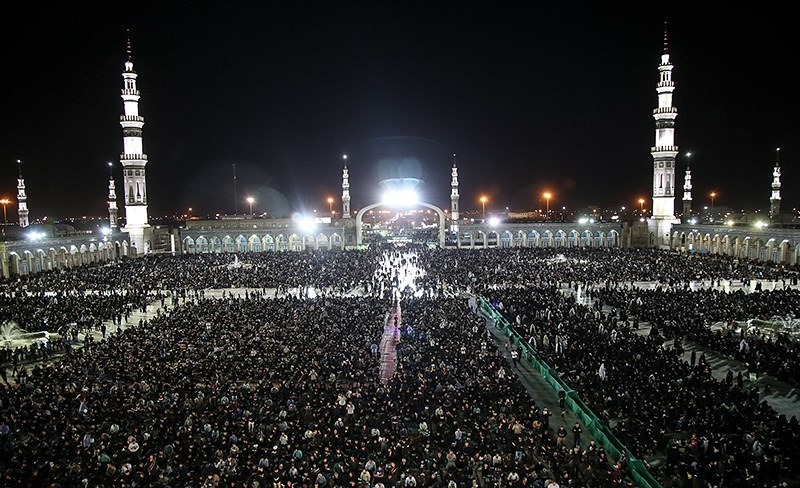
Laylat al-Qadr in de Jamkaren-moskee (2017)

Laylat al-Qadr (Arabisch: لیلة القدر) of de Waardevolle Nacht is binnen de islam de nacht waarin voor de eerste maal een soera van de Koran door de engel Djibril aan Mohammed zou zijn geopenbaard.
Doorgaans wordt Soera De Bloedklomp beschouwd als de eerste soera die geopenbaard werd. Hierin krijgt Mohammed de opdracht te lezen, terwijl hij volgens de traditie een analfabeet zou zijn. Wanneer dit gebeurd is, is niet bekend, maar doorgaans wordt uitgegaan van een van de laatste vijf oneven dagen van de maand ramadan, waarbij het meestal op de vooravond van de 27ste dag ook daadwerkelijk herdacht wordt. Zekerheid is er echter niet over.
In Soera De Waardevolle Nacht staat dat deze nacht beter is dan duizend maanden. Engelen en de Geest door Gods gebod dalen neer, zeggende "In alles Vrede," tot het rijzen van de dageraad. De duivelen worden tijdens de ramadan vastgebonden.
Moslims wordt dan ook aangeraden Laylat al-Qadr in gebed door te brengen en de salat te verrichten, omdat het de waarde van 1000 maanden heeft. Doordat niemand de exacte datum weet, brengen veel moslims de laatste 10 nachten van ramadan door in gebed, waarbij ze zich terugtrekken (i'tikaaf genaamd). Volgens de hanafitische madhhab is het een van de Gezegende Nachten.
Zij die niet in staat zijn om alle dagen van de maand ramadan te vasten, proberen meestal wel de eerste en de laatste 11 dagen te vasten.